# Щеглов, Николай Андреевич
Никола́й Анде́евич Щегло́в (1834, Ардатов, Нижегородская губерния — 1909, Ардатов, Нижегородская губерния) — православный священнослужитель, школьный учитель и общественный деятель.

## Биография
Родился в семье священника в городе Ардатове Нижегородской губернии в 1834 году. Нижегородскую духовную семинарию, после чего вернулся в Ардатов и получил должность священника больничной и тюремной церквей. Совмещал работу священника с учителем Закона Божия: 1858 по 1864 годы — в Ардатовском мужском училище, с 1873 по 1903 годы — в Ардатовском женском училище, с 1881 по 1897 годы — в Ардатовском приходском 2-классном училище.
Помимо священнической и учительской деятельности, на добровольных началах занимался привитием оспы — заключённым в арестантском доме и в тюрьме и младенцам в больнице; ежегодно делал около пятисот прививок.
26 июня 1907 года в доме священника был проведён обыск у его квартиранта землемера Фёдора Фёдоровича Гальгауэра, во время которого была обнаружена нелегальная литература. Землемер и его жена были арестованы и после суда высланы Лукояновский уезд. Имел ли священник какое-либо отношение к социал-демократической деятельности землемера, неизвестно.
Скончался в 1909 году в Ардатове. Похоронен в Ардатовском женском Покровском монастыре.

## Награды
Отец Николай многократно получал денежные премии от Ардатовской земской управы. Правительство империи наградило его орденом Святой Анны III степени (1890) и орденом Святого Владимира III степени (1902).

## Семья
Имел несколько детей. Все сыновья стали священниками, дочери вышли замуж за священников и работали школьными учительницами.